# Michael Pammesberger

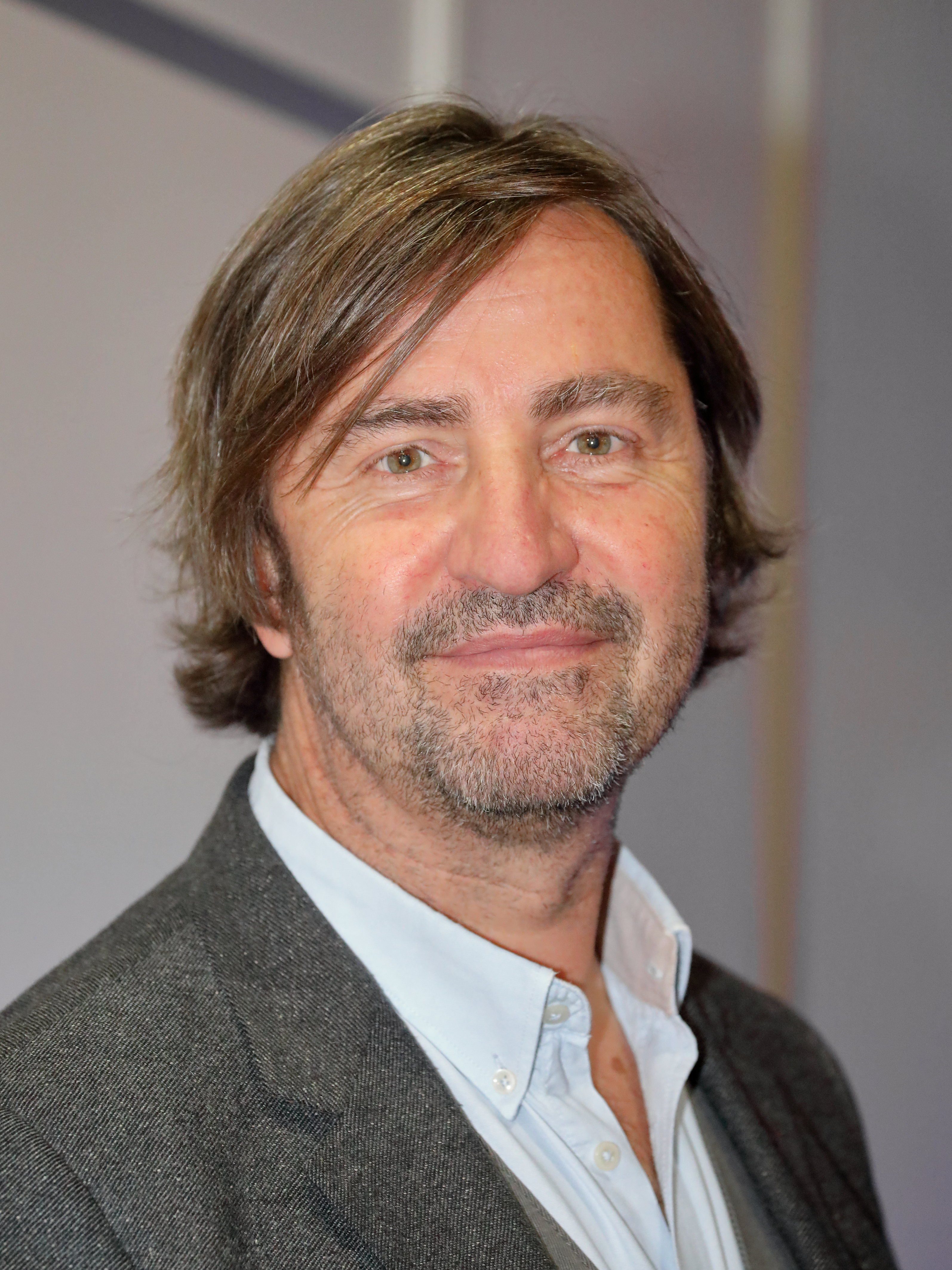
Michael Pammesberger (2019)

Michael Pammesberger (* 2. September 1965 in Bad Ischl) ist ein österreichischer Karikaturist. Er zeichnet seit 1997 für die Tageszeitung Kurier.

## Leben
Michael Pammesberger besuchte die Volksschule in Gmunden, maturierte am Stiftsgymnasiums Kremsmünster und studierte sodann Rechtswissenschaften in Salzburg und in Wien. Während seines Studiums besuchte er an der Internationalen Sommerakademie für Bildende Kunst Salzburg bei der deutschen Karikaturistin Marie Marcks einen Kurs. Als angehender Rechtsanwalt absolvierte er in Gmunden und Wels das Gerichtsjahr. Anschließend war er als Rechtsanwaltsanwärter in der Rechtsanwaltskanzlei seines Vaters in Gmunden tätig. Zeichnen blieb auch weiterhin sein bestimmendes Hobby, weshalb er neben seiner Tätigkeit als Jurist immer wieder Karikaturen veröffentlichte. Die Berufung wurde zum Beruf, nachdem die Oberösterreichischen Nachrichten 1991 einen Leser-Zeichenwettbewerb zum Thema „Wer wird der nächste Bundespräsident?“ ausgeschrieben hatten. Pammesberger war einer von drei Gewinnern, was ihm 1000 Schilling (kaufkraftbereinigt heute rund 127 Euro) Preisgeld und eine neue Verdienstmöglichkeit bescherte: Die Oberösterreichischen Nachrichten beauftragten den in Thomas Bernhards Wahlheimat Ohlsdorf lebenden Pammesberger von nun an regelmäßig mit innenpolitischen Karikaturen, die bei der Leserschaft derart gut ankamen, dass der „Karikajurist“ bald als hauptberuflicher Karikaturist angestellt wurde. 1997 wechselte Pammesberger von den regionalen Oberösterreichischen Nachrichten zur bundesweit erscheinenden Tageszeitung Kurier, wo er die Nachfolge des angesehenen Cartoonisten Dieter Zehentmayr antrat, der damals vom Standard engagiert wurde. Im Lauf der Jahre entwickelte Pammesberger seinen unverkennbaren Stil, wodurch sich eine beachtliche Fan-Gemeinde für ihn begeisterte. Vom Frühjahr 2015 bis zum Jänner 2017 erschienen von ihm zudem wöchentlich färbige Karikaturen im Wochenmagazin „News“. Auswahlen von Pammesbergers Karikaturen erscheinen jährlich beim Ueberreuter-Verlag in Buchform. Anlässlich Pammesbergers 60. Geburtstag zeigt das Karikaturmuseum Krems seit 22. Februar 2025 bis 1. Februar 2026 die Ausstellung Planet Pammesberger.
Michael Pammesberger ist mit der ORF-Journalistin Gabi Waldner verheiratet. Er hat zwei Söhne (Paul und Valentin) aus erster Ehe. Er lebt gemeinsam mit seiner Ehefrau Gabi Waldner in Wien und im Mittelburgenland.

## Auszeichnungen und Preise
- 2007: Karikaturist des Jahres: Das Branchenblatt „Der Österreichische Journalist“ hat Michael Pammesberger als „Karikaturisten des Jahres 2007“ ausgezeichnet.
- 2018: Outstanding Artist Award für Karikatur und Comics[6]
- 2018: Walther-Rode-Preis für Michael Pammesberger, vergeben vom Medienhaus Wien[7]
- 2020: Österreichischer Kabarettpreis – Sonderpreis[8]
- 2022: Journalist des Jahres – Unterhaltungsjournalist des Jahres[9]

## Werke

### Sammelbände
- Abgefedert. Karikaturen. Ueberreuter, Wien 2004, ISBN 3-8000-7035-9.
- Ausgezeichnet! Karikaturen. Kurier-Edition, Wien 2007, ISBN 978-3-9502330-2-5.
- Immer ist irgendwas. Kurier-Edition, Wien 2008, ISBN 978-3-9502330-5-6.
- Pammesberger in der Krise – Neue Karikaturen. Ueberreuter, Wien 2015, ISBN 978-3-8000-7627-7.
- Pammesberger 2017: Great again! Ueberreuter, Wien 2017, ISBN 978-3-8000-7678-9.
- Pammesberger 2018: Entpört Euch! Ueberreuter, Wien 2018, ISBN 978-3-8000-7710-6.
- Pammesberger 2019: Message Control Ueberreuter, Wien 2019, ISBN 978-3-8000-7737-3.
- Pammesberger 2020: Office go home! Ueberreuter, Wien 2020, ISBN 978-3-8000-7757-1.
- Pammesberger 2021: So long Covid! Ueberreuter, Wien 2021, ISBN 978-3800077779.
- Pammesberger 2022: Breaking Cartoons. Ueberreuter, Wien 2022, ISBN 978-3800077977.
- Pammesberger 2023: Ein Wahnsinn normal! Ueberreuter, Wien 2023, ISBN 978-3800078479.
- Pammesberger 2024: Gfraster. Gfrieser. Gfrett. Ueberreuter, Wien 2024, ISBN 978-3800078776.
- Pammesberger 2025. Der satirische Jahresrückblick 2025 mit Karikaturen zu Politik und Gesellschaft. Ueberreuter, Wien 2025, ISBN 978-3-8000-7899-8.
- Planet Pammesberger mit Farbschnitt und einem Vorwort von Gottfried Gusenbauer. Ueberreuter, Wien 2025, ISBN 978-3-8000-7889-9.

### Illustrationen
- Dem Österreichischen auf der Spur. Expeditionen eines NZZ-Korrespondenten, gemeinsam mit Charles Ritterband. Erschienen 2009 bei Böhlau ISBN 978-3-205-78399-2 und NZZ Libro ISBN 978-3-03823-559-0.
- Österreich – Stillstand im Dreivierteltakt, gemeinsam mit Charles Ritterband. Böhlau Verlag, Wien 2016, ISBN 978-3-205-20389-6.
- Grant und Grandezza: Randbemerkungen zu Österreich, gemeinsam mit Charles E. Ritterband, Ueberreuter, Wien 2018, ISBN 978-3-8000-7694-9.
- Man bringe den Spritzwein! Die legendärsten Sprüche von Michael Häupl. Gesammelt von Peter Ahorner. Mit einem Geleitwort von Michael Häupl, Carl Ueberreuter Verlag, Wien 2018, ISBN 978-3-8000-7716-8.
- Ich bin der Meinung... – Bruno Kreisky – Sprüche und Widersprüche, gemeinsam mit Wolfgang Petritsch, Ueberreuter-Verlag, Wien 2019, ISBN 978-3-8000-7722-9.
- Christoph Wagner-Trenkwitz: Alles Walzer: Der Opernball von A bis Z, Amalthea Signum Verlag, Wien 2020, ISBN 978-3-99050-189-4.

### Karikaturen im Web
- Pammesbergers Karikaturen für das Wochenmagazin News: Pammesberger 2015.

## Ausstellungen
- Karikaturmuseum Krems: Michael Pammesberger. Immer ist irgendwas! (September 2008 bis März 2009).
- Trinkhalle Bad Ischl: immer ist irgendwas (Juni/Juli 2009).
- Karikaturmuseum Krems: Planet Pammesberger. Ausstellung zu Pammesbergers 60. Geburtstag (22. Februar 2025 bis 1. Februar 2026).